# Lamar Odom
Lamar Joseph Odom (ur. 6 listopada 1979 w Queens w Nowym Jorku) – amerykański koszykarz, grający w latach 1999–2014 na pozycji silnego skrzydłowego. 
W 1997 wystąpił w meczu gwiazd amerykańskich szkół średnich - McDonald’s All-American.
Został wybrany w drafcie 1999 z numerem 4. przez Los Angeles Clippers, w której grał w sezonach 1999/2000 do 2002/2003. Kolejny sezon spędził w ekipie Miami Heat, ale po roku gry został oddany do Los Angeles Lakers.
W Lakers grał na pozycji silnego skrzydłowego, ale występował też jako niski skrzydłowy, ustępując miejsca pod koszem Pau Gasolowi i Andrew Bynumowi.
W sezonach 2008/2009 i 2009/2010 został mistrzem NBA wraz z zespołem Jeziorowców. Otrzymał nagrodę rezerwowego roku za grę w sezonie 2010/2011.
Na Igrzyskach w Atenach zdobył brązowy medal w barwach reprezentacji narodowej USA.
W dniu 10 grudnia 2011, dziennik Los Angeles Times podał do wiadomości, iż zawodnik został objęty wymianą, w ramach której oddano go wraz z numerem w drugiej rundzie draftu 2012 do drużyny ówczesnych mistrzów NBA Dallas Mavericks, w zamian za wybór w I rundzie draftu 2012. 11 grudnia 2011 wiadomość ta została potwierdzona przez Mavericks.
9 kwietnia 2012 Dallas Mavericks zdecydowali, że Odom nie zagra do końca sezonu, jednak nie rozwiązali z nim kontraktu.
29 czerwca 2012 Odom został oddany w ramach wymiany przez Dallas Mavericks do Los Angeles Clippers. W wymianie uczestniczyli też Utah Jazz, którzy na tej wymianie zyskali Mo Williamsa.

## Życie prywatne
W październiku 2009 roku poślubił Khloé Kardashian. Ma troje dzieci, Destiny, Lamara Juniora i Jaydena z poprzedniego związku, z Lizą Morales. W grudniu 2016 roku po wielokrotnym składaniu pozwu rozwodowego oraz anulowaniu go przez Khloé, z nadzieją na poprawę sytuacji, ta rozwiodła się z Lamarem. Przyczyną było uzależnienie Odoma od narkotyków. Mimo rozwodu Khloé wciąż wspiera byłego męża w powrocie do zdrowia.

## Osiągnięcia
Na podstawie, o ile nie zaznaczono inaczej.
NCAA
- Uczestnik turnieju NCAA (1999)
- Most Outstanding Player (MOP=MVP) turnieju konferencji Atlantic 10 (1999)[10]
- Debiutant roku konferencji Atlantic 10 (1999)[11]
- Zaliczony do I składu Atlantic 10 (1999)

NBA
- 2-krotny mistrz NBA (2009, 2010)
- Wicemistrz NBA (2008)
- Najlepszy Rezerwowy Sezonu (2011)[12]
- Zaliczony do I składu debiutantów NBA (2000)[13]
- Uczestnik Rising Stars Challenge (2000, 2001)
- Zawodnik:
  - miesiąca NBA (marzec 2004)
  - tygodnia NBA (7.03.2004)
- Debiutant miesiąca NBA (listopad 1999)

Reprezentacja
- Mistrz świata (2010)
- Brązowy medalista olimpijski (2004)[14]